# Jabb
Jabb, (av engelska jab: stöt), kort, rakt, relativt lätt slag i boxning i syfte att hålla kontakt och mäta avstånd till motståndaren, eller öppna för hårdare slag. Vitaly Klitchko tillhör en av de främsta jabbarna inom proffsboxningen.